# Holcichneumon subtilis
Holcichneumon subtilis là một loài tò vò trong họ Ichneumonidae.